# Kali (chanteur)
Pour l’article ayant un titre homophone, voir Cali.
Pour les articles homonymes, voir Kali (homonymie) et Monnerville (homonymie).
Jean-Marc Monnerville, dit Kali, est un auteur-compositeur-interprète français, né le 21 février 1956 à Fort-de-France (Martinique).
Il a représenté la France au Concours Eurovision de la chanson 1992 où il a été classé 8e.

## Carrière
Son surnom Kali vient du dessin animé Calimero. À 19 ans, il crée son groupe Gaoule, du nom d'un massacre d'esclaves aux Antilles au 17e siècle. En 1979, inspiré par le Mouvement rastafari, il se laisse pousser des dreadlocks et crée son second groupe 6ème continent qu'il quitte en 1985 à la suite de désaccords.
Début 1992, Antenne 2 le choisit en interne pour représenter la France au Concours Eurovision de la chanson avec la chanson Monté la riviè en créole écrite par Rémy Bellenchombre sur une musique de Kali. Il interprète une partie de sa chanson en créole. Pour la première fois, un artiste représentant la France à l'Eurovision chante dans une autre langue que le français.
Le 9 mai 1992, lors du 37e Concours Eurovision de la chanson à Malmö en Suède, il interprète sa chanson en 6e position sous la direction du chef d'orchestre Magdi Vasco Noverraz. Au terme du vote final, il obtient la 8e place sur 23 pays.

## Discographie
- Gaoulé 75, avec le groupe Gaoulé (1975)
- 6th continent, avec le groupe 6th continent (1979)
- Racines, volume 1 (1989)
- Racines, volume 2 (1990)
- Ile à vendre (1993)
- Lésé la tè tounen (1993)
- Débranché (1995)
- Racines Noël, volume 3 (1996)
- Kali au New Morning (1998)
- Francofaune (1999)
- Racines, volume 4 (2000)
- Bèlè Boum Bap (2001)
- Live en Espagne (2004)
- Racines Caraibes, volume 5 (2007)
- Le Trio (2010)
- Les 34 Communes[Quand ?]

## Famille
- Son père Yvon Monnerville, photographe professionnel[4], joue dans l’African Band à Paris[3],
- Sa mère Liliane Ransay, institutrice, écrit des chansons[3],
- Son fils est le chanteur Nazareken, autrefois appelé Ti Ken,
- Son oncle est le chanteur Max Ransay,
- Sa sœur est la chanteuse Axell, connue pour avoir chanté le titre Grâce en 1990,
- Son frère est le percussionniste "PYM", qui participe avec "le trio",
- Son grand-oncle est Gaston Monnerville, président du Sénat de 1958 à 1968.